# Sonia Grande
Sonia Grande (Oviedo, 1964) és una dissenyadora de vestuari espanyola, guanyadora del premi Goya al millor vestuari, en 1999, per la pel·lícula La niña de tus ojos i se li concedeix la medalla d'or de les Belles arts en el 2015 .

## Biografia
Matriculada en la Reial Escola Superior d'Art Dramàtic, va començar treballant en teatre amb directors de la talla de Miguel Narros, sota les ordres de la qual va participar en el muntatge de El sueño de una noche de verano (1986), de William Shakespeare, a la que seguiria un any més tard Los enredos de Scapin, de Molière, al Teatro Español. Va fer també, en els seus inicis, alguna incursió davant de la cambra, presentant el programa cultural Tablón de anuncios (1986), a Televisió espanyola, al costat d'Aurora Redondo.
A partir dels anys 1990 es dedica plenament al disseny de vestuari cinematogràfic, sent la responsable de bona part dels títols de la filmografia espanyola en les dues últimes dècades.
Destaquen la seva col·laboració amb els directors espanyols més notables, com Alejandro Amenábar, Pedro Almodóvar, Fernando Trueba, Icíar Bollaín i José Luis Cuerda. També Woody Allen ha comptat amb ella en els seus quatre últimes produccions de Vicky Cristina Barcelona, Midnight in Paris, A Roma amb amor i Màgia a la llum de la lluna.
Ha estat nominada en nou ocasions als Premis Goya, aconseguint-ho amb La niña de tus ojos (1999), de Fernando Trueba i se li concedeix la medalla d'or a les Belles arts en el 2015.

## Filmografia
- 2016 — Julieta
- 2015 — Regresión
- 2014 — Màgia a la llum de la lluna
- 2012 — A Roma amb amor
- 2011 — Midnight in Paris
- 2010 — También la lluvia
- 2009 — No es tan fácil
- 2009 — Los abrazos rotos
- 2008 — Los girasoles ciegos
- 2008 — Vicky Cristina Barcelona
- 2007 — Lola, la película
- 2007 — Miguel y William
- 2007 — Manolete
- 2006 — La educación de las hadas
- 2005 — Semen, una historia de amor
- 2005 — Hormigas en la boca
- 2004 — Mar adentro
- 2004 — El horrible crimen ritual de la calle Tribulete
- 2004 — Romasanta
- 2004 — La puta y la ballena
- 2003 — La luz prodigiosa
- 2002 — Hable con ella
- 2002 — Fatum
- 2001 — Sin noticias de Dios
- 2001 — The Others
- 2000 — Fugitivas
- 2000 — Año mariano
- 1999 — La lengua de las mariposas
- 1999 — Los lobos de Washington
- 1998 — La niña de tus ojos
- 1998 — Un día bajo el sol
- 1996 — El ángel de la guarda
- 1996 — Como un relámpago
- 1996 — La Celestina
- 1993 — Truhanes